# Raw Blues Power
Raw Blues Power — совместный альбом Пола Гилберта и Джими Кидда, выпущенный в 2002 году.

## Информация об альбоме
Пол неоднократно отмечал, что он мог бы и не стать гитаристом, если бы не его дядя, Джими Кидд, который с детства привил ему любовь к музыке и игре на гитаре. Джими Кидд уже однажды записывался с Полом — он сыграл гитарное соло в композиции «Ballad of the Last Lions» на предыдущем альбоме Пола, Alligator Farm. Опыт оказался успешным, и Пол решил записать с Джими совместный альбом.

## Список композиций
Все песни написаны Полом Гилбертом, кроме отмеченных особо.
1. «Girls Watching» — 03:46
2. «A 180» — 03:41 (Джими Кидд)
3. «Pacific Coast Highway» — 03:00
4. «Good Foot» — 06:30 (Кидд)
5. «12 Days of the Blues» — 03:49 (Гилберт, Кидд)
6. «Freedom» — 03:55 (Кидд)
7. «Stranded» — 03:29
8. «Play Guitar» — 02:50 (Кидд)
9. «Sookie Sookie» (Don Covay cover) — 03:08
10. «Blues Power» — 09:28 (Кидд)

## Участники записи
- Пол Гилберт — вокал, гитара
- Джими Кидд — вокал, гитара
- Майк Шутер — бас-гитара
- Джонни Федевич — ударные
- Джефф Мартин — бонго (трек 4)

## Продюсирование
- Продюсирование, запись и сведение — Пол Гилберт
- Мастеринг — Стив Холл (Future Disc Systems)
- Записано на студии Batgirl (Лас-Вегас, США)